# Didimus sansibaricus
Didimus sansibaricus là một loài bọ cánh cứng trong họ Passalidae. Loài này được Harold miêu tả khoa học năm 1880.